# Max Levchin
Maksymilian Rafailovych "Max" Levchin (ucraniano: Максиміліан Рафаїлович Левчин) nascido em 11 de julho de 1975, é um engenheiro de software americano nascido na Ucrânia. Em 1998, logo após se formar na faculdade, ele co-fundou (com Peter Thiel) a empresa que acabou se tornando o PayPal. Levchin fez contribuições notáveis aos esforços antifraude do PayPal e também é o co-criador do teste Gausebeck-Levchin, uma das primeiras implementações comerciais de um teste humano de resposta ao desafio CAPTCHA.

## Início da vida e educação
Nascido em Kiev,  Ucrânia de uma família judia ucraniana, Levchin se mudou para os Estados Unidos e se estabeleceu em Chicago em 1991.
Em uma entrevista com Emily Chang, da Bloomberg, Levchin discutiu sua adversidade vitoriosa como um criança. Ele tinha problemas respiratórios e os médicos duvidavam de sua chance de viver. Com a orientação de sua avó e de seus pais, ele pegou o clarinete para expandir sua capacidade pulmonar.

## Carreira
No inverno de 1995, Levchin e os colegas Luke Nosek e Scott Banister da Universidade de Illinois fundaram a SponsorNet New Media.

### PayPal
Em 1998, Levchin e Peter Thiel fundaram a Fieldlink, uma empresa de segurança que permitia aos usuários armazenar dados criptografados em seus PalmPilots e outros dispositivos PDA para que os dispositivos portáteis funcionassem como "carteiras digitais".
Depois de mudar o nome da empresa para Confinity, eles desenvolveram um popular produto de pagamento conhecido como PayPal e focaram em transferências digitais de fundos pelo PDA. A empresa se fundiu com a X.com em 2000 e, em 2001, adotou o nome de PayPal como seu principal produto.
Em 2002, ele foi nomeado para o MIT Technology Review TR100 como um dos 100 principais inovadores do mundo com menos de 35 anos, além de inovador do ano.

### Slide
Em 2004, Levchin fundou a Deslize, serviço de compartilhamento de mídia pessoal para sites de redes sociais como MySpace e Facebook. O slide foi vendido ao Google em agosto de 2010 por US$ 182 milhões.
Em 25 de agosto, Levchin ingressou na empresa como vice-presidente de engenharia.
Em 26 de agosto de 2011, o Google anunciou que estava encerrando o Slide e que Levchin estava deixando a empresa.

## Participação em diretorias e investimentos
Levchin foi um dos principais investidores iniciais do Yelp, um serviço on-line de redes sociais e revisão iniciado em 2004. Ele era o maior acionista da empresa, possuindo mais de 7 milhões de ações em 2012. Levchin atuou como presidente do conselho de administração do Yelp desde a sua fundação até julho de 2015.
Em dezembro de 2012, Max ingressou no Conselho de Administração do Yahoo, onde atuou até dezembro de 2015.
Em 2015, Levchin foi nomeado para o Conselho Consultivo do Consumidor do Departamento de Proteção Financeira do Consumidor dos EUA por um mandato de três anos, tornando-o o primeiro executivo do Vale do Silício a ser nomeado para o conselho.

## Prêmios Levchin
Em 2015, Levchin estabeleceu o Prêmio Levchin, que concede anualmente dois prêmios de US$ 10.000 a pessoas ou equipes que forneceram "contribuições significativas à criptografia do mundo real" e são anunciadas na conferência de criptografia do mundo real. destinatários do prêmio incluem:
- 2016 - Phillip Rogaway e a equipe MiTLS
- 2017 - Joan Daemen e desenvolvedores do Protocolo de Sinal, Moxie Marlinspike e Trevor Perrin
- 2018 - Hugo Krawczyk e a equipe do OpenSSLMaksymilian Rafailovych
- 2019 - Eric Rescorla (Firefox CTO) e Mihir Bellare
- 2020 - Ralph Merkle e Xiaoyun Wang e Marc Stevens

## Política
Levchin foi listado como um dos colaboradores do FWD.us, um grupo de lobby do Vale do Silício liderado por Mark Zuckerberg e Joe Green. O grupo pretende se concentrar na liberalização da imigração para imigrantes altamente qualificados para os Estados Unidos, melhorias na educação e facilitar avanços tecnológicos com amplos benefícios públicos. Levchin também narrou sua experiência pessoal como imigrante em um vídeo divulgado pelo grupo.

## Na mídia
Levchin apareceu como palestrante na Startup School de 2007, organizada pela Y Combinator , onde descreveu sua própria jornada como empreendedor e os erros que cometeu e as lições que aprendeu. Levchin também foi destaque na "Edição Brilhante" do Portfólio pela Condé Nast Publications.

## Vida pessoal
Em 2008, Levchin se casou com sua namorada de longa data, Nellie Minkova e teve dois filhos.